# Tunkholz
Tunkhölzer waren Vorläufer der Streichhölzer. Sie werden gezündet, indem sie mit Schwefelsäure befeuchtet werden. Die ersten Hölzchen diese Art wurden 1805 von Jean Louis Chancel erfunden und von ihm unter dem Namen briquet oxygéné (Sauerstoff-Feuerzeug) vermarktet. Das Set bestand aus einem Kasten, in dem sich die Zündhölzchen und eine Glasphiole mit Schliffstopfen für die Säure befanden. Ähnliche Zündhölzer fanden weite Verbreitung und sie wurden in vielen Ländern und Varianten hergestellt.
Ein typischer Zündkopf besteht aus Kaliumchlorat, einem Brennstoff, häufig Puderzucker, einem Bindemittel wie Gummi arabicum und Zusätzen. Mit Schwefelsäure (≥60 %) befeuchtet, zündet der Kopf und bringt das Holz zum Brennen.

## Geschichte
In der Anfangszeit häuften sich Unfälle mit der Säure und es kam oft zu Schäden an Kleidung, Polstern und Teppichen. Daher wurde in späteren Versionen die Säure zum Transport auf ein Stück Asbest geträufelt, das als säurefestes Schwämmchen diente und das in der Phiole mitgeführt wurde. Die Zündung solcher Hölzchen verläuft sehr lebhaft und ist oft von fliegenden Funken und Säuretropfen begleitet. Trotzdem fanden sie weite Verbreitung und wurden erst durch Streichhölzer mit Reibungszündung verdrängt.
Die Tunkhölzer waren ein Luxusprodukt, das die Mehrheit der Verbraucher nicht erreichte. In der Londoner Straße The Strand eröffnete ein Unternehmer namens Heurtner ein Geschäft, das er The Lighthouse nannte. Er verkaufte unter anderem Heurtner's Empyrion, ein Set, das aus einem ornamentalen Metallkasten mit 50 Tunkhölzern und der Säure-Phiole mit Asbest-Schwämmchen bestand. Es kostete einen Schilling und wurde von den Konsumenten auch Hugh Perry genannt. Solche Zündhölzer wurden auch in der J.S. Bagge & Co. Kemiska Fabrik in Stockholm hergestellt, in der Gustaf Erik Pasch, der spätere Erfinder der Sicherheitsstreichhölzer, ein Teilhaber war. Auch der österreichische Fabrikant Stefan Rómer begann mit der Produktion von Tunkhölzern, bevor er, dem Trend der Zeit folgend, auf Phosphorstreichhölzer umrüstete.
Im Englischen wurden solche Hölzchen Dip Matches oder auch Oxymuriated Matches genannt. Oxymuriatic (Acid) ist eine heute ungebräuchlicher Name für Chlorsäure und ihre Salze, die Chlorate, der sich vom alten englischen Trivialnamen für Salzsäure muriatic acid ableitet. Im Französischen war auch die Bezeichnung allumettes oxygéné (Sauerstoff-Streichhölzer) gebräuchlich.

## Chemie
Die Zündung beginnt mit der Reaktion von Kaliumchlorat und Schwefelsäure. Dabei entsteht Chlorsäure gefolgt von Chlordioxid, einem gelblichen, giftigen und explosiven Gas mit stechendem Geruch:
{\displaystyle \mathrm {KClO_{3(s)}+H_{2}SO_{4(l)}\longrightarrow HClO_{3(l)}+KHSO_{4(s)}} }
Kaliumchlorat reagiert mit Schwefelsäure zu Chlorsäure und Kaliumhydrogensulfat.
{\displaystyle \mathrm {3HClO_{3(l)}\longrightarrow HClO_{4(l)}+2ClO_{2(g)}+H_{2}O_{(l)}} }
Chlorsäure reagiert durch Autooxidation zu Chlordioxid, Perchlorsäure und Wasser.
Außerdem entstehen weitere instabile und stark oxidierende Produkte, denn auch das zweite Produkt Perchlorsäure ist nicht stabil. Das Chlordioxid reagiert heftig mit dem Brennstoff und der Kopf zündet. Die pyrotechnische Mischung aus Kaliumchlorat, Zucker und Bindemittel verbrennt und entzündet den Schaft.
Das instabile Chlordioxid gilt als Hauptursache für den unruhigen Abbrand. Schon bei geringer Erwärmung auf ca. 45 °C zerfällt es unter Knall in Chlor und Sauerstoff:
{\displaystyle \mathrm {2ClO_{2(g)}\longrightarrow Cl_{2(g)}+O_{2(g)}} }
Chlordioxid reagiert zu Chlor und Sauerstoff.
Ein Video, das die Reaktion zeigt, ist im Abschnitt Weblinks zu finden. Die Zündreaktion wurde von 1789 Bertrand Pelletier entdeckt. Das Chlordioxid wurde 1802 und seine Rolle als Feuerstarter 1815 beschrieben.